# Абдул-Азиз, Зайд
Зайд Абдул-Азиз (англ. Zaid Abdul-Aziz; урождённый Дональд А. Смит англ. Donald A. Smith, более известный как Дон Смит; 7 апреля 1946) — американский баскетболист. Он выступал под именем Дон Смит, пока не сменил имя на Заид Абдул-Азиз в 1976 году после того, как принял ислам.
Абдул-Азиз играл за команду «Айова Стэйт Сайклонс» в студенческом баскетболе, прежде чем был выбран командой «Цинциннати Роялз» под 5-м номером на драфте НБА 1968 года. Он отыграл 10 сезонов в Национальной баскетбольной ассоциации (НБА) в составе команд «Цинциннати Роялз», «Милуоки Бакс», «Сиэтл Суперсоникс», «Хьюстон Рокетс», «Баффало Брейвз» и «Бостон Селтикс». Абдул-Азиз получил прозвище «Кенгуру» (англ. «The Kangaroo»).

## Игровая карьера
С 1965 по 1968 год Абдул-Азиз играл в студенческом баскетболе за команду «Айова Стэйт Сайклонс». Он был выбран игроком года «Big Eight» в 1968 году и трижды входил в первую сборную конференции Big Eight. В 1968 году Абдул-Азиз был выбран командой Цинциннати Роялз в качестве пятого общего выбора на драфте НБА, посде дебютного своего сезона он  перешёл в «Милуоки Бакс». В 1970 году он был обменян в «Сиэтл Суперсоникс» на Люциуса Аллена и Боба Бузера. Абдул-Азиз изначально оспаривал сделку и планировал подать в суд на НБА, но вместо этого преуспел в «Сиэтле Суперсоникс» . Он провел лучший сезон в своей карьере, набирая в среднем 13,8 очков и 11,3 подборов за игру в сезоне 1971/1972, пока не был отстранен от игр из-за перикардита.
Абдул-Азиз принял ислам во время выступления за «Сиэтл Суперсоникс». 18 сентября 1972 года его контракт был выкуплен «Хьюстон Рокетс». Абдул-Азиз был стартовым центровым команды до сезона 1974/1975. Священный для мусульман месяц Рамадан совпал с тренировочным лагерем «Хьюстон Рокетс», где Абдул-Азиз впал в анемичное состояние из-за своего поста. Он почувствовал, что не может играть, и сказал генеральному менеджеру команды, что покидает команду. Отец Абдул-Азиза убедил его вернуться, но он потерял свое место в составе «Хьюстон Рокетс» и больше никогда не играл в качестве стартового центра в НБА. Абдул-Азиз отыграл свои последние три года в качестве резервного игрока в различных командах, прежде чем он объявил о своем уходе в 1978 году в возрасте 32 лет.

## Дальнейшая карьера
Абдул-Азиз тренировал национальную сборную Саудовской Аравии по баскетболу. Он был инвестором Seattle Smashers из Международной ассоциации волейбола в 1978 и 1979 годах.
Абдул-Азиз изучал химическую зависимость в Университете Сиэтла и получил государственную лицензию. После окончания карьеры игрока он работал консультантом по вопросам наркотиков и алкоголя в Сиэтле. 

## Личная жизнь
По состоянию на 2011 год Абдул-Азиз проживал в районе Нортгейт в Сиэтле со своей женой, родившейся в Марокко. У него пятеро детей от двух браков. Сын Абдул-Азиза, Юсеф Смит, играл в студенческую баскетбольную команду «Seattle Pacific Falcons» и профессионально в Бразилии.
Абдул-Азиз был воспитан католиком. Он приписывает свое религиозное пробуждение тренировке «Милуоки Бакс», где к нему подошел товарищ по команде Карим Абдул-Джаббар и не смог объяснить, почему он носил на шее золотой крест, когда его спросили. Абдул-Азиз пошёл в библиотеку Милуоки, чтобы узнать о религиях, и взял копию Бхагавадгиты, Библии, Корана и Торы. Абдул-Азиз заявил: «все указывало мне на ислам. Поэтому в следующем году я стал мусульманином».
В 2006 году Абдул-Азиз опубликовал мемуары «От тьмы к солнечному свету» , в которых рассказывается история его баскетбольной карьеры, личных проблем и духовного пути. 